# Leonid Xamkóvitx
Leonid Aleksàndrovitx Xamkóvitx (en rus: Леони́д Алекса́ндрович Шамко́вич), (1 de juny de 1923 – 22 d'abril de 2005) fou un jugador i escriptor d'escacs jueu, que va jugar la major part de la seva carrera sota bandera soviètica, i que va tenir el títol de Gran Mestre des de 1965. Les seves maneres aristocràtiques i la seva forma de comportar-se i parlar van fer que hom l'anomenés amb el malnom de "Príncep".

## Biografia i resultats destacats en competició
Xamkóvitx va néixer al si d'una família jueva a Rostov del Don, a la RFSS de Rússia. Va ser dos cops Campió de Rússia, els anys 1954 i 1956. El 1955 quedà primer (fora de concurs) al campionat de l'Uzbekistan.
El moment àlgid de la seva carrera fou als anys 1960; va esdevenir Gran Mestre el 1965, i va guanyar diversos torneigs importants, especialment el de Sotxi de 1967, on empatà al primer lloc amb Nikolai Kroguius, Vladimir Simagin, Borís Spasski i Aleksandr Zàitsev. D'altres resultats notables foren l'empat al tercer lloc al Campionat de Moscou de 1962 (rere Iuri Averbakh i Evgeny Vasiukov), i el tercer lloc a Mariánské Lázně 1965 (rere Paul Keres i Vlastimil Hort).
Xamkóvitx va emigrar de la Unió Soviètica el 1975, i va anar a viure a Israel, després al Canadà, i finalment als Estats Units, on hi va viure durant la resta de la seva vida. Va guanyar el Campionat d'escacs obert del Canadà celebrat a Calgary el 1975. Va continuar jugant fins als anys 1990, i va escriure diversos llibres d'escacs. El seu Sacrifice in Chess comença dient: "Un sacrifici de veritat implica un canvi radical en el caràcter de la partida, que no pot ser efectuat sense una dosi de previsió, de fantasia, i de voluntat d'assumir riscos."
Xamkóvitx va morir a conseqüència de complicacions de la seva malaltia de Parkinson i d'un càncer a la seva residència de Brooklyn el 22 d'abril de 2005.